# Gex
Pour les articles homonymes, voir Gex (homonymie).
Gex (prononcé [ ʒɛks]) est une commune française, sous-préfecture du département de l'Ain, située dans le nord-est de celui-ci, à l'extrémité de la région Auvergne-Rhône-Alpes ; elle est la capitale de la région naturelle et historique du pays de Gex. Elle fait partie du Grand Genève.
Les habitants de Gex sont appelés les Gexois, tandis que ceux du pays de Gex sont appelés les Gessiens.
Selon le classement « Où fait-il bon vivre en France ? » réalisé par Les Échos en 2015, le bassin d'emplois du Genevois français dont fait partie Gex est au premier rang sur 304 zones répertoriées.

## Géographie

### Localisation
Capitale régionale du pays de Gex, proche de la Suisse, elle fait partie de l'aire urbaine de Genève et profite de l'activité économique de la ville romande engendrant un accroissement sans cesse plus important de la population.
Gex est située sur les contreforts orientaux du massif du Jura, elle est notamment dominée à l'ouest par le Florimont, situé à l'avant des monts Jura. Elle est reliée au département du Jura par le col de la Faucille. C'est une « ville porte » du parc naturel régional du Haut-Jura.
Gex se trouve sur la rivière du Journans, et sur l'Oudar et possède plusieurs hameaux : la Faucille, les Maladières, Pitegny et Tougin.

### Climat
Pour des articles plus généraux, voir Climat d'Auvergne-Rhône-Alpes et Climat de l'Ain.
En 2010, le climat de la commune est de type climat de montagne, selon une étude du CNRS s'appuyant sur une série de données couvrant la période 1971-2000. En 2020, Météo-France publie une typologie des climats de la France métropolitaine dans laquelle la commune est exposée à un climat de montagne ou de marges de montagne et est dans la région climatique Jura, caractérisée par une forte pluviométrie en toutes saisons (1 000 à 1 500 mm/an), des hivers rigoureux et un ensoleillement médiocre.
Pour la période 1971-2000, la température annuelle moyenne est de 9,1 °C, avec une amplitude thermique annuelle de 17,7 °C. Le cumul annuel moyen de précipitations est de 1 445 mm, avec 12,1 jours de précipitations en janvier et 9,5 jours en juillet. Pour la période 1991-2020, la température moyenne annuelle observée sur la station météorologique de Météo-France la plus proche, sur la commune de Cessy à 2 km à vol d'oiseau, est de 10,9 °C et le cumul annuel moyen de précipitations est de 1 063,2 mm,. Pour l'avenir, les paramètres climatiques de la commune estimés pour 2050 selon différents scénarios d'émission de gaz à effet de serre sont consultables sur un site dédié publié par Météo-France en novembre 2022.
| Mois                                  | jan.           | fév.           | mars          | avril         | mai           | juin          | jui.          | août          | sep.          | oct.          | nov.          | déc.           | année      |
| ------------------------------------- | -------------- | -------------- | ------------- | ------------- | ------------- | ------------- | ------------- | ------------- | ------------- | ------------- | ------------- | -------------- | ---------- |
| Température minimale moyenne (°C)     | −1,2           | −1,4           | 1,7           | 5,3           | 8,9           | 12,9          | 14,3          | 13,9          | 10,8          | 7,4           | 2,9           | −0,5           | 6,3        |
| Température moyenne (°C)              | 1,8            | 2,5            | 6,4           | 10,8          | 14,3          | 18,7          | 20,5          | 19,9          | 16,1          | 11,5          | 6,3           | 2,4            | 10,9       |
| Température maximale moyenne (°C)     | 4,9            | 6,3            | 11,2          | 16,2          | 19,6          | 24,6          | 26,7          | 25,9          | 21,5          | 15,7          | 9,6           | 5,4            | 15,6       |
| Record de froid (°C) date du record   | −13,9 30.01.05 | −16,3 01.02.03 | −11 01.03.05  | −6 08.04.03   | −0,4 06.05.19 | 2,6 01.06.06  | 6,7 25.07.11  | 6,3 26.08.18  | 1,6 25.09.02  | −3,4 26.10.03 | −10 27.11.05  | −14,7 20.12.09 | −16,3 2003 |
| Record de chaleur (°C) date du record | 15,9 01.01.23  | 19,5 23.02.20  | 22,4 16.03.12 | 26,5 22.04.18 | 32,8 24.05.09 | 35,5 25.06.03 | 37,6 07.07.15 | 38,5 24.08.23 | 31,2 11.09.23 | 27 09.10.23   | 21,4 02.11.20 | 16 18.12.19    | 38,5 2023  |
| Précipitations (mm)                   | 106            | 75,8           | 77,9          | 66,7          | 87            | 85,4          | 81,1          | 86,5          | 63            | 101,6         | 110,1         | 122,1          | 1 063,2    |

### Voies de communication et transports

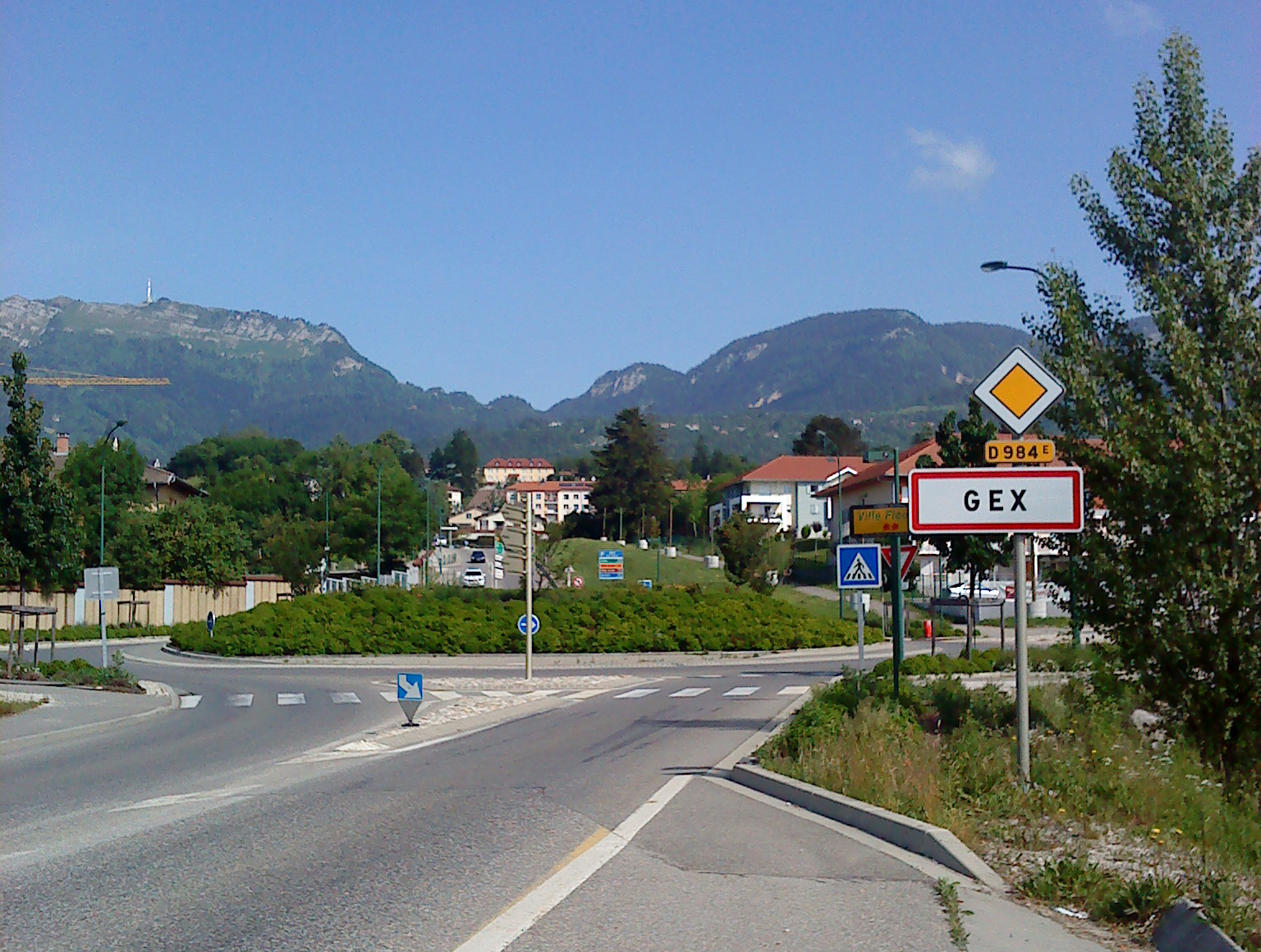
Entrée de Gex et vue sur le Jura et le col de la Faucille.

#### Voies de communication
Gex est traversée par la D 1005 qui fut, avant son déclassement en 2006, la route nationale 5. Ce grand axe qui relie Dijon à Saint-Gingolph via Genève, descend du col de la Faucille et repart vers Ferney Voltaire. Son autre grand axe est la D 984c, qui arrive de la direction de Bellegarde-sur-Valserine pour conduire à Divonne-les-Bains.
La ville de Gex a instauré plusieurs voies cyclables, dont une piste sur trottoir depuis l'avenue des Alpes jusqu'au niveau du Jardin des Cèdres.

#### Transports
La ligne Collonges-Fort-l'Écluse - Divonne-les-Bains (frontière) desservait Gex mais est actuellement désaffectée. En mai 2009 est créée une association pour la promotion du rail dans le pays de Gex, le but est la réouverture de la ligne et son intégration dans le futur RER Léman Express.

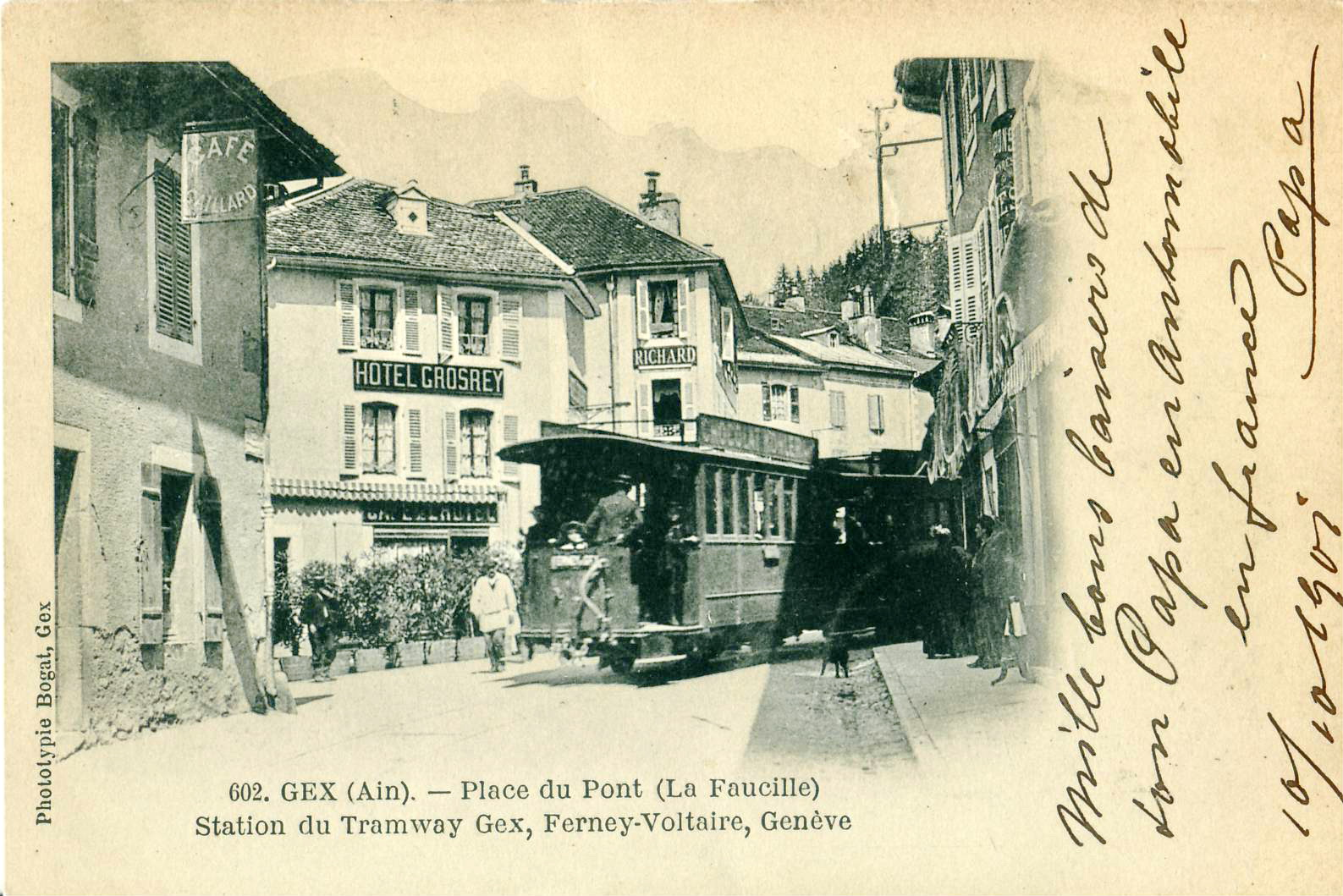
La ville était reliée à Ferney-Voltaire et Genève par les Tramways de l'Ain de 1900 à 1932. On voit ici une de ses rames, vers 1911 au terminus de Gex.

La ligne 60 (ex ligne F) des Transports publics genevois (TPG) relie Gex à Genève via Ferney-Voltaire. Les arrêts situés sur la commune sont Gex-Aiglette, Gex-Georges-Charpak (collège), Gex-Centre, Gex-Vertes-Campagnes et Tougin-Hôpital. La fréquence est d'un bus toutes les 20 minutes aux heures de pointe, et d'un bus toutes les 40 minutes à un bus toutes les heures aux heures creuses. Les horaires peuvent être consultés sur le site des TPG.
Depuis le 10 décembre 2023, la ligne 814 des Transports publics de la région nyonnaise (TPN) ne passe plus par Gex, elle reliait Gex à Coppet via Divonne-les-Bains. Les arrêts situés sur la commune étaient Gex-Aiglette, Gex-Georges-Charpak (collège), Gex-Centre et Gex-Vertes-Campagnes. La fréquence était d'un bus par heure aux heures de pointes. Cependant, la ligne 818 des TPN continu de passer par Gex, elle relient Nyon à Gex via Divonne-les-Bains
La ligne 33 des cars Région Express reliant Bellegarde-sur-Valserine à Divonne-les-Bains dessert Gex avec une cadence quasi horaire. Les arrêts situés sur la commune sont Gex-Centre et Gex-Vertes-Campagnes. L'exploitation de cette ligne est assurée depuis le 9 décembre 2012 (pour une durée de 6 ans) par RATP Dev, filiale de la RATP.
Un projet de bus à haut niveau de service (BHNS) suivant le tracé de la ligne de bus F verra le jour en 2020, permettant d'améliorer sensiblement la liaison entre la commune et la Suisse,.
L'aéroport international de Genève se trouve à 15 km de Gex. Depuis le pays de Gex, on peut accéder à son secteur français (pour les vols en France) par Ferney-Voltaire sans formalités douanières grâce à une route internationale.
À titre d'information depuis mi-2013, il est impossible d'utiliser le secteur français pour des vols internationaux.

## Urbanisme

### Typologie
Au 1er janvier 2024, Gex est catégorisée centre urbain intermédiaire, selon la nouvelle grille communale de densité à 7 niveaux définie par l'Insee en 2022.
Elle appartient à l'unité urbaine de Gex, une agglomération intra-départementale dont elle est ville-centre,. Par ailleurs la commune fait partie de l'aire d'attraction de Genève - Annemasse (partie française), dont elle est une commune de la couronne,. Cette aire, qui regroupe 158 communes, est catégorisée dans les aires de 700 000 habitants ou plus (hors Paris),.

### Occupation des sols
L'occupation des sols de la commune, telle qu'elle ressort de la base de données européenne d’occupation biophysique des sols Corine Land Cover (CLC), est marquée par l'importance des forêts et milieux semi-naturels (66 % en 2018), une proportion sensiblement équivalente à celle de 1990 (66,8 %). La répartition détaillée en 2018 est la suivante : 
forêts (62,4 %), prairies (13,6 %), zones urbanisées (11,2 %), zones agricoles hétérogènes (5,8 %), milieux à végétation arbustive et/ou herbacée (1,9 %), espaces ouverts, sans ou avec peu de végétation (1,8 %), mines, décharges et chantiers (1,2 %), zones industrielles ou commerciales et réseaux de communication (1 %), terres arables (0,9 %), espaces verts artificialisés, non agricoles (0,3 %).
L'évolution de l’occupation des sols de la commune et de ses infrastructures peut être observée sur les différentes représentations cartographiques du territoire : la carte de Cassini (XVIIIe siècle), la carte d'état-major (1820-1866) et les cartes ou photos aériennes de l'IGN pour la période actuelle (1950 à aujourd'hui).

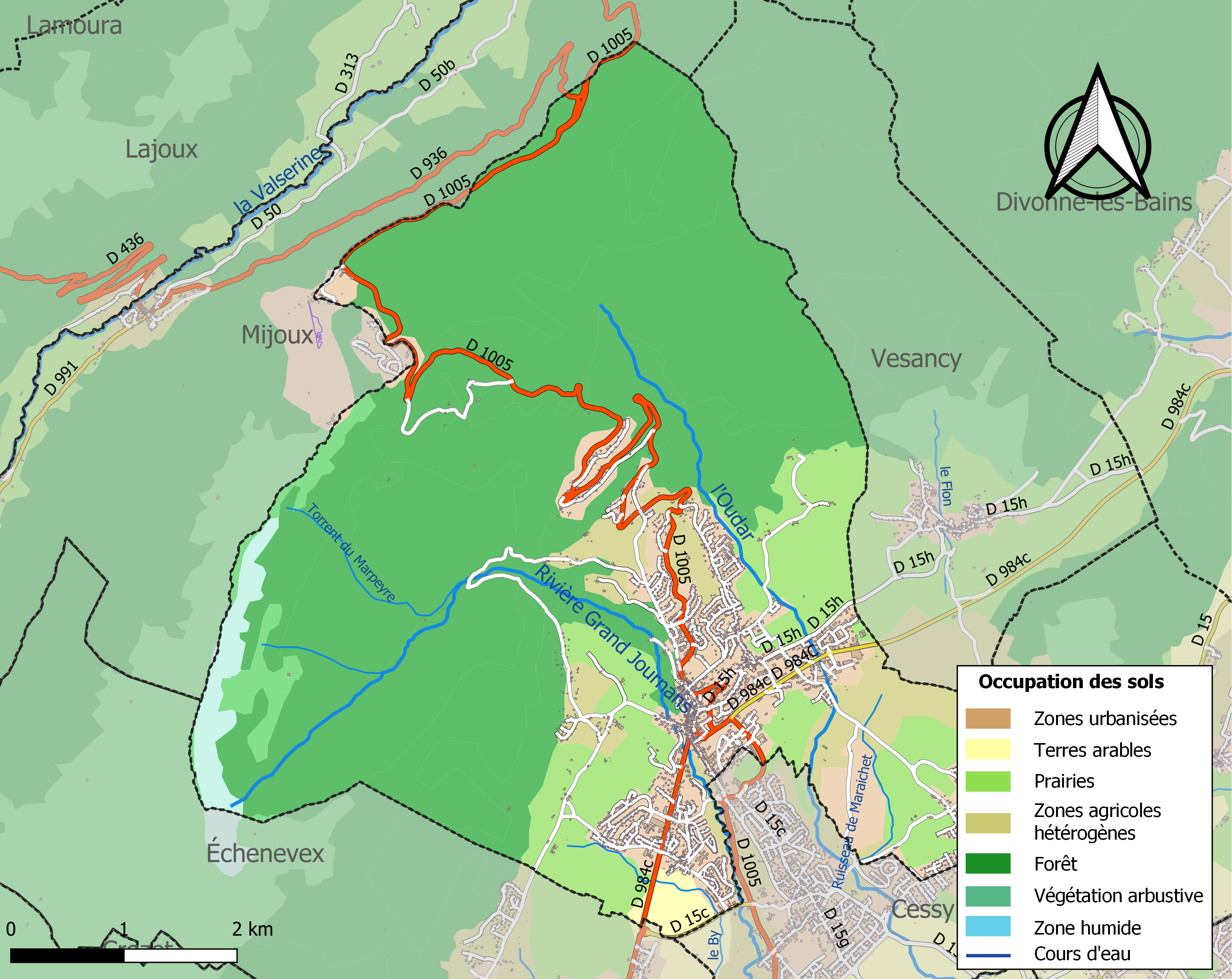
Carte des infrastructures et de l'occupation des sols de la commune en 2018 (CLC).

### Logement
L'habitat gexois est constitué d'un tiers de maisons individuelles et de deux tiers d'appartements, 90 % sont des résidences principales.

### Projets d'aménagements
La ville a le projet de restructurer le centre-ville autour de la place du Jura. La présentation de ce projet a fait l'objet d'une réunion publique le 24 octobre 2012.

## Toponymie
Le nom Gex provient du bas latin Gaium désignant une forêt épaisse, lui-même corruption du teutonique Gahajo. À l'origine le nom de la ville se prononçait [ ʒɛ] : le x final, fréquent dans les toponymes arpitans, ne sert qu'à marquer l'accent tonique et ne devrait pas être prononcé,,. Cependant, l'hypercorrection a produit la prononciation [ ʒɛks], qui s'est imposée à partir du XXe siècle en même temps que le néologisme Gexois pour désigner les habitants de Gex, alors que le gentilé Gessien désignait auparavant indifféremment les habitants de la ville et ceux du pays de Gex.
À noter également que l'orthographe « Pays de Gex » avec une majuscule est utilisée depuis la fin du XXe siècle tant par l'Administration française que par les instances locales pour désigner cette micro-région en tant qu'entité, à la place de l'orthographe « pays de Gex » sans majuscule qui prévalait auparavant pour désigner le pays qui dépendait de Gex.
On trouve les anciennes graphies, témoins de l'ancienne prononciation : Jais, Jays, Jas,, Jaz, Jay ou Geai. L'homophonie avec le geai a entraîné l'utilisation de cet oiseau comme premières armoiries des sires de Gex.

### Village de Tougin
Dans les textes :
- en 1211, Castrum Tugenum ;
- en 1236, Tougins ;
- vers 1344, Cura de Thougin ;
- en 1441, Apud Thougins ;
- au XVIIIe siècle, Tougen.

Le village est au Moyen Âge le centre d'une seigneurie sur laquelle se trouvait la maison forte de Tougins. En 1558, Pierre de Livron en fait reconnaissance et décrit la réserve (domaine retenu du seigneur) comme « premièrement une maison haulte située à Thougin avec la grange et verdier joignans ensemble les chosaulx places et curtines d'icelle maison et grange, le chenevrier ».

## Histoire

### Antiquité
Dès 1800 av. J.-C. le site de Gex était habité.
Vers 220 av. J.-C., Gex et ses environs sont occupés par une horde de guerriers courageux, « les Gésates » (appelés ainsi parce qu'ils étaient armées d'un gaesium, sorte de lance en fer).
La ville fut par la suite sous occupation romaine.

### Moyen Âge
En 1252, Léonette de Genève, dame de Gex, née en 1230, arrière-petite-fille du comte de Genève, Amédée Ier, apporte en dot la cité de Gex à Simon II de Joinville, troisième fils de Simon de Joinville et de Béatrice d'Auxonne, sire de Marnay, lors de leur mariage. Celui-ci vint au château de Marnay dote de sa mère pour y recevoir la seigneurie de Gex.
Au XIIIe siècle, les seigneurs de Joinville installent un châtelain et un juge dans la ville. Le 7 novembre 1292 furent signées les franchises de Gex, qui permirent de définir des droits et devoirs aux citoyens.
En 1343, Hugues de Joinville institue un couvent de carmélites, qui avec l’église Saint-Georges était accolé aux remparts.
- Voir : Liste des barons de Gex.

Le 1er mars 1305, Gérard de Grésy (Savoie) vend à Guillaume de Joinville la tour de la Maladière, ainsi que le château de Tougins.
Le 13 novembre 1353 la ville de Gex ainsi que son château sont pris par les Savoyards, et le pays de Gex est incorporé pendant près de deux siècles aux États de Savoie.

### XVIesiècleetXVIIesiècle
Le pays de Gex est envahi en 1536 par les Bernois, qui créent un bailliage à Gex, dirigé par un bailli. En 1550, des murailles sont construites.
Le pays de Gex est rendu à la Savoie par les traités de Nyon en 1563 et de Lausanne en 1564. Les Genevois s'en emparent en 1589.
Les Savoyards, aidés des Espagnols, tentent à plusieurs reprises de reprendre, en vain, le pays de Gex, et se livrent à des massacres. Lors de leurs dernières attaques, la ville de Gex est incendiée à deux reprises, les 23 et 30 juillet 1590 ; peu de maisons en réchappent. Les murailles qui protégeaient la ville depuis 1550 ont été détruites à cette époque. L’actuel hôtel de ville se trouve à l’emplacement de la porte de Bonmont ou de l’Horloge.

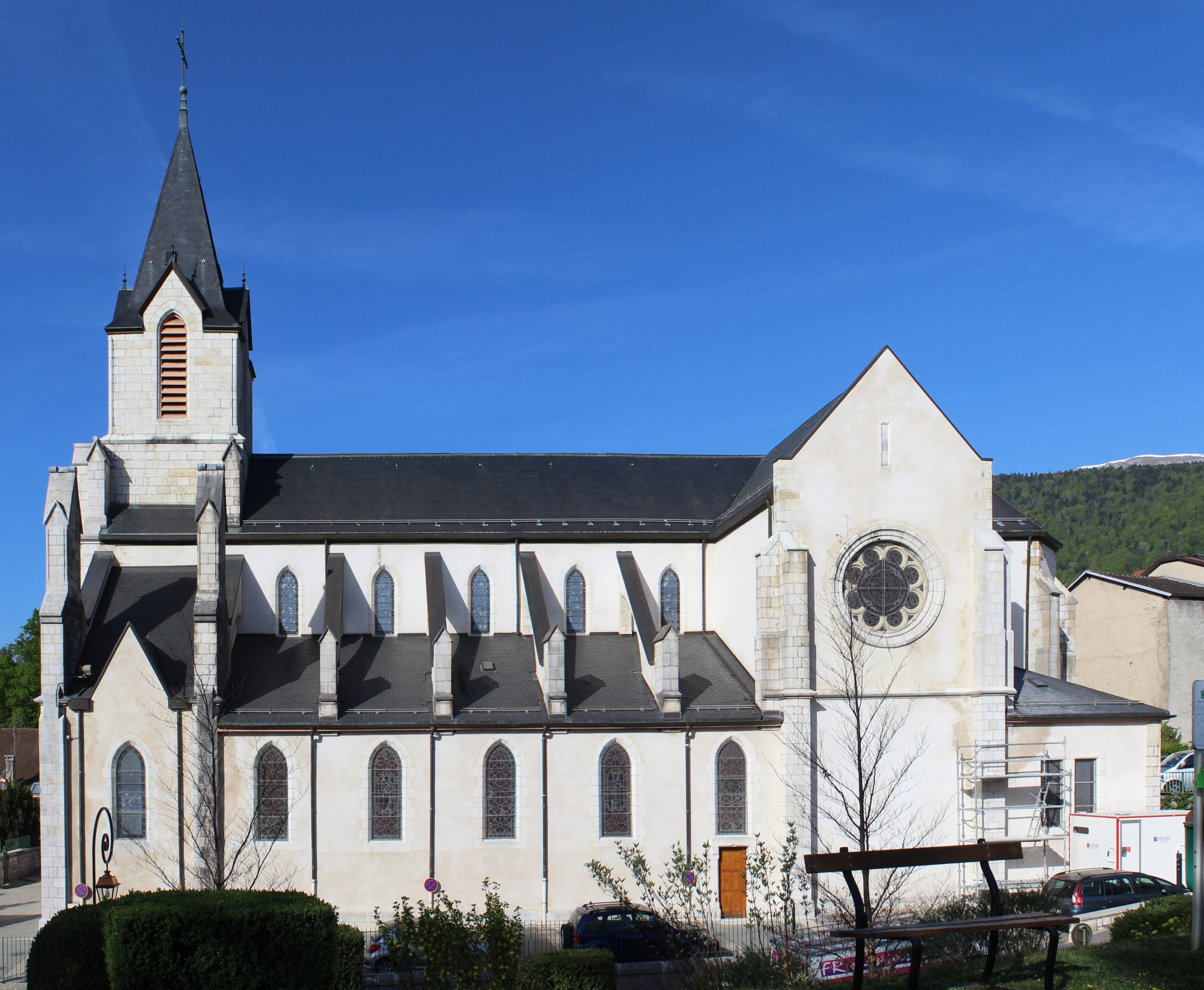
L'église de Gex, du XIXe siècle.

En 1601, le pays de Gex est définitivement rattaché à la France par le traité de Lyon, sous le règne d'Henri IV. Le roi de France maintient le bailli, compétent pour l’administration, la police, les impôts, les affaires militaires et la justice. Sa fonction sera ensuite partagée entre un lieutenant civil et criminel (pour les affaires de justice) et un subdélégué de l’intendant de Bourgogne (pour l’administration).

### XIXesiècle
À partir de 1814, Gex devient une sous-préfecture. Le 20 novembre 1815 un traité entre la France et les puissances coalisées fixe, entre autres, les frontières avec la Suisse et les six communes de Collex-Bossy, Le Grand-Saconnex, Meyrin, Pregny-Chambésy, Vernier et Versoix sont enlevées à l'arrondissement de Gex et rattachées au canton de Genève.
Au XVIIIe siècle, la ville dépassait les 2 000 habitants. Son développement continue au XIXe siècle grâce à une activité agricole soutenue, avec des foires et des marchés. Un tramway existait.

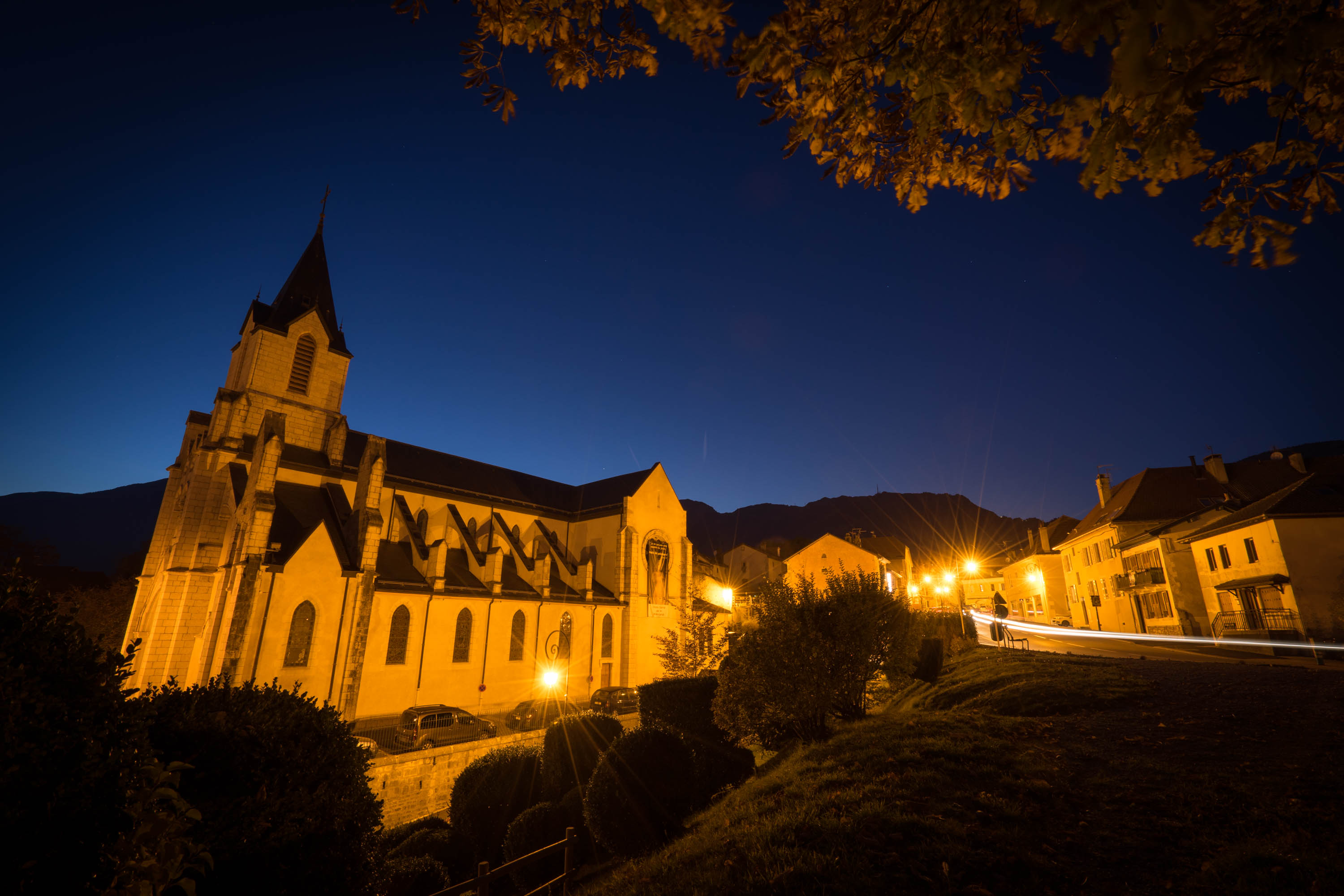
L'église de Gex.

### XXesiècle
Le 18 avril 1931, un Junkers F 24, en phase d'approche de l'aéroport de Cointrin, se crashe au pied du col de la Faucille à cause de vents violents, faisant deux blessés.
Pendant la Seconde Guerre mondiale, Gex voit le passage de Klaus Barbie nommé alors chef de la sécurité. Pendant quelques mois, il se sert de la ville comme base arrière pour mener une mission d'espionnage en Suisse.
Au moment de la libération de Gex le 21 août 1944, quelques coups de feu sont échangés entre les Allemands qui fuient et la 5e DB arrivant de Provence.
À partir de 1952, Gex développe son tourisme d'hiver grâce à la station de Mijoux-La Faucille, accessible par le col de la Faucille.
L’arrivée de nombreux travailleurs frontaliers et du CERN transforme la ville avec la création de nouveaux quartiers de logements. Gex a un centre historique, avec des maisons des XVe et XVIe siècles, et une église, rénovée au XIXe siècle (vandalisée lors du weekend de l'Assomption 2015) ont été conservés.

### XXIesiècle
Aujourd'hui, une partie importante de sa population est frontalière et travaille en Suisse, notamment dans le secteur tertiaire[réf. nécessaire].

## Politique et administration

### Rattachements administratifs et électoraux
Rattachements administratifs
La commune est la sous-préfecture de l'arrondissement de Gex du département de l'Ain.
Elle était le chef-lieu du canton de Gex. Dans le cadre du redécoupage cantonal de 2014 en France, cette circonscription administrative territoriale a disparu, et le canton n'est plus qu'une circonscription électorale.
Gex a accueilli un tribunal de première instance, cette juridiction est maintenant située à Nantua.
Gex comprenait aussi une prison, qui a été fermée en 1926, bien qu'elle ait servi à nouveau pendant et un peu après la Seconde Guerre mondiale.
Rattachements électoraux
Pour les élections départementales, la commune est depuis 2014  le bureau centralisateur d'un nouveau canton de Gex
Pour l'élection des députés, elle fait partie de la Troisième circonscription de l'Ain.

### Intercommunalité
Gex est le siège de la communauté d'agglomération dénommée  Pays de Gex Agglo, un établissement public de coopération intercommunale (EPCI) à fiscalité propre créé en 2019 par transformation d'une ancienne communauté de communes et auquel elle a transféré un certain nombre de ses compétences, dans les conditions déterminées par le code général des collectivités territoriales.

### Tendances politiques et résultats
Au premier tour des élections municipales de 2020 dans l'Ain, la liste DVD menée par le maire sortant Patrice Dunand obtient la majorité absolue des suffrages exprimés, avec 1 422 voix (71,35 %, 29 conseillers municipaux élus dont 6 communautaires), devançant largement celle LREM menée par Guy Juillard, qui a obtenu 579 voix (28,64 %, 4 conseillers municipaux élus dont 1 communautaire), lors d'un scrutin marqué par la pandémie de Covid-19 en France où 68,30 % des électeurs se sont abstenus,.

### Liste des maires
| Période                                  | Période | Identité               | Étiquette | Qualité                |
| ---------------------------------------- | ------- | ---------------------- | --------- | ---------------------- |
| Les données manquantes sont à compléter. |         |                        |           |                        |
| ?                                        | 1746    | Joseph Philibert Fabry |           |                        |
| ?                                        | 1780    | Louis Gaspard Fabry,   |           | Fils du précédent      |
| 1780                                     | 1791    | Jean-Louis Girod       |           | Beau-fils du précédent |

### Jumelages
Gex n'est jumelée avec aucune ville.

## Population et société

### Démographie
L'évolution du nombre d'habitants est connue à travers les recensements de la population effectués dans la commune depuis 1793. Pour les communes de plus de 10 000 habitants les recensements ont lieu chaque année à la suite d'une enquête par sondage auprès d'un échantillon d'adresses représentant 8 % de leurs logements, contrairement aux autres communes qui ont un recensement réel tous les cinq ans,.

En 2022, la commune comptait 13 455 habitants, en évolution de +6,35 % par rapport à 2016 (Ain : +5,15 %, France hors Mayotte : +2,11 %).
| 1793  | 1800  | 1806  | 1821  | 1831  | 1836  | 1841  | 1846  | 1851  |
| ----- | ----- | ----- | ----- | ----- | ----- | ----- | ----- | ----- |
| 2 398 | 2 415 | 2 354 | 2 536 | 2 834 | 2 894 | 2 835 | 2 785 | 2 874 |

| 1856  | 1861  | 1866  | 1872  | 1876  | 1881  | 1886  | 1891  | 1896  |
| ----- | ----- | ----- | ----- | ----- | ----- | ----- | ----- | ----- |
| 2 662 | 2 602 | 2 642 | 2 675 | 2 719 | 2 720 | 2 693 | 2 659 | 2 878 |

| 1901  | 1906  | 1911  | 1921  | 1926  | 1931  | 1936  | 1946  | 1954  |
| ----- | ----- | ----- | ----- | ----- | ----- | ----- | ----- | ----- |
| 2 822 | 2 727 | 2 175 | 2 030 | 2 065 | 2 048 | 1 966 | 1 874 | 2 041 |

| 1962  | 1968  | 1975  | 1982  | 1990  | 1999  | 2006  | 2011   | 2016   |
| ----- | ----- | ----- | ----- | ----- | ----- | ----- | ------ | ------ |
| 2 361 | 3 137 | 4 296 | 4 868 | 6 615 | 7 733 | 9 323 | 10 446 | 12 652 |

| 2021   | 2022   | - | - | - | - | - | - | - |
| ------ | ------ | - | - | - | - | - | - | - |
| 13 078 | 13 455 | - | - | - | - | - | - | - |

#### Pyramide des âges
En 2021, le taux de personnes d'un âge inférieur à 30 ans s'élève à 40,2 %, soit au-dessus de la moyenne départementale (35,3 %). À l'inverse, le taux de personnes d'âge supérieur à 60 ans est de 14,5 % la même année, alors qu'il est de 24,3 % au niveau départemental.
En 2021, la commune comptait 6 466 hommes pour 6 612 femmes, soit un taux de 50,56 % de femmes, légèrement inférieur au taux départemental (50,65 %).
Les pyramides des âges de la commune et du département s'établissent comme suit :
| Hommes | Classe d’âge | Femmes |
| ------ | ------------ | ------ |
| 0,3    | 90 ou +      | 1,6    |
| 3,8    | 75-89 ans    | 4,3    |
| 9,2    | 60-74 ans    | 9,8    |
| 18,9   | 45-59 ans    | 19,5   |
| 27,1   | 30-44 ans    | 25,1   |
| 21,0   | 15-29 ans    | 18,8   |
| 19,7   | 0-14 ans     | 20,8   |

| Hommes | Classe d’âge | Femmes |
| ------ | ------------ | ------ |
| 0,6    | 90 ou +      | 1,6    |
| 6,3    | 75-89 ans    | 8,1    |
| 15,5   | 60-74 ans    | 16,2   |
| 21     | 45-59 ans    | 20,4   |
| 19,8   | 30-44 ans    | 19,8   |
| 16,4   | 15-29 ans    | 15     |
| 20,4   | 0-14 ans     | 18,9   |

### Enseignement
L'enseignement public à Gex est organisé par des groupes scolaires abritant des maternelles et des primaires, un collège public et un collège privé, plus un lycée privé.

### Manifestations culturelles et festivités
- La « Fête de l'Oiseau », dont l'origine remonte au Moyen Âge, se déroule du vendredi au lundi[51] du week-end de la Trinité (ou exceptionnellement de la Fête-Dieu). Organisée par l'association du Comité de l'Oiseau de Gex[52], elle comporte le concours de tir de l'Oiseau, se rattachant à la tradition du Papegai, qui permet de désigner le roi, l'élection de la reine, un défilé de chars et une fête foraine.

- Le festival "Tôt ou T'Arts", festival des Arts de la rue du Pays de Gex, a été créé en 2001. Organisé par le centre socioculturel "Les Libellules" de Gex, il se déroule durant les mois de juin et juillet en itinérance dans les villes du Pays de Gex[53]. D'abord centré sur le quartier de Derde, il s'est déplacé dans les rues du centre de Gex, puis s'est étendu depuis 2008 à d'autres communes du pays de Gex.

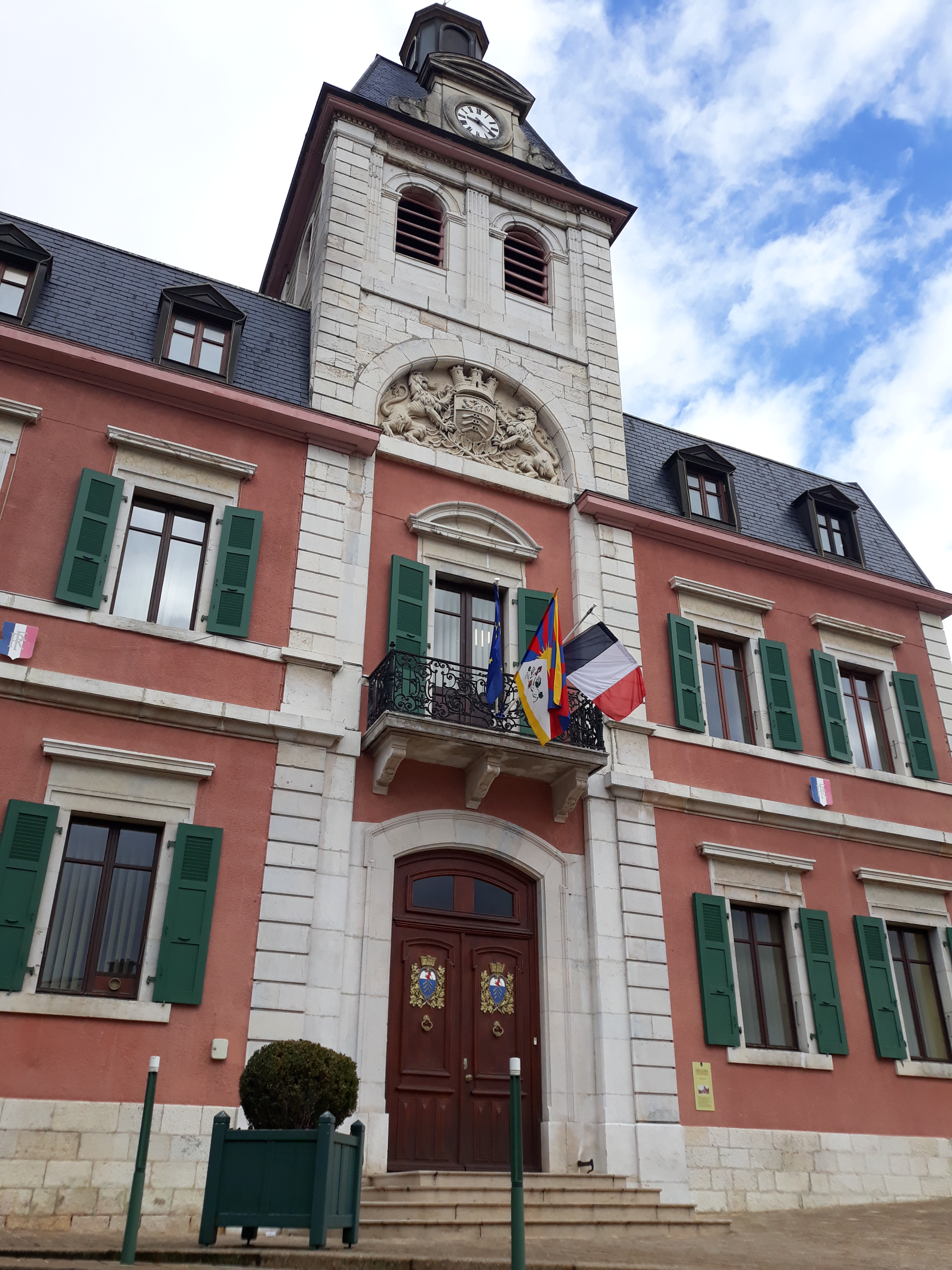
11 mars 2020, la mairie de Gex arbore le drapeau tibétain. Date de la déclaration d'indépendance du Tibet en mars 1959.

### Santé
Le centre hospitalier du pays de Gex est situé à Gex. C'est un établissement public de 297 places de type hôpital local.

### Sports
La ville de Gex possède de nombreuses infrastructures sportives : une halle des sports, une piscine chauffée ouverte toute l'année, 6 terrains de tennis, 2 terrains de football, 2 terrains de rugby, etc.
Le tissu associatif est très riche et dynamique et compte environ 70 associations.
La pratique du ski est facilitée par la proximité immédiate, au nord de Gex, de la station de Mijoux-La Faucille (ancien lieu de départ de la course de côte du même nom Gex - col de la Faucille) appartenant au domaine skiable des Monts Jura.
Le Tour de France emprunte régulièrement le col de la Faucille, et passe ainsi par Gex qui a été ville étape en 1920 et en 1924.
Des courses de côte ont été organisées sur la D 1005, route du col de la Faucille. Deux cénotaphes marquent les lieux où les pilotes Lampiano et Klein furent mortellement accidentés en 1923 et 1969.

### Médias
Les informations locales sont publiées dans deux journaux, un quotidien, Le Dauphiné libéré (édition Bellegarde / Pays de Gex) et un hebdomadaire, le Pays Gessien.
Le Pays de Gex reçoit la télévision locale France 3 Franche-Comté qui traite régulièrement de l'actualité locale.
En 2020 la web-radio Into the Wild émet à partir de Gex et au sujet de Gex.

## Économie

### Revenus de la population et fiscalité
En 2010, le revenu fiscal médian par ménage était de 39 687 €

### Emploi
L'économie gessienne est fortement influencée par celle de la Suisse voisine (Genève et canton de Vaud), où de nombreux frontaliers et fonctionnaires internationaux ont un emploi leur donnant un pouvoir d'achat trois à quatre fois supérieur aux Gexois.[réf. nécessaire]

### Entreprises et commerces
Le Centre européen de recherche nucléaire (CERN) et son LHC sont installés dans la région.
Les petits commerces traditionnels sont répartis entre le centre ville, le centre commercial des Vertes-Campagnes et la zone artisanale et commerciale de l'Aiglette. Trois supermarchés sont présents, un aux Vertes-Campagnes et deux à l'Aiglette. Au cours des dernières décennies un glissement de l'activité commerciale s'est fait de la rue du Commerce vers la rue de Genève puis vers les centres commerciaux.
La commune accueille également des administrations (sous-préfecture et communauté de communes du Pays de Gex) et de nombreux services (banques, assurances, professions libérales).

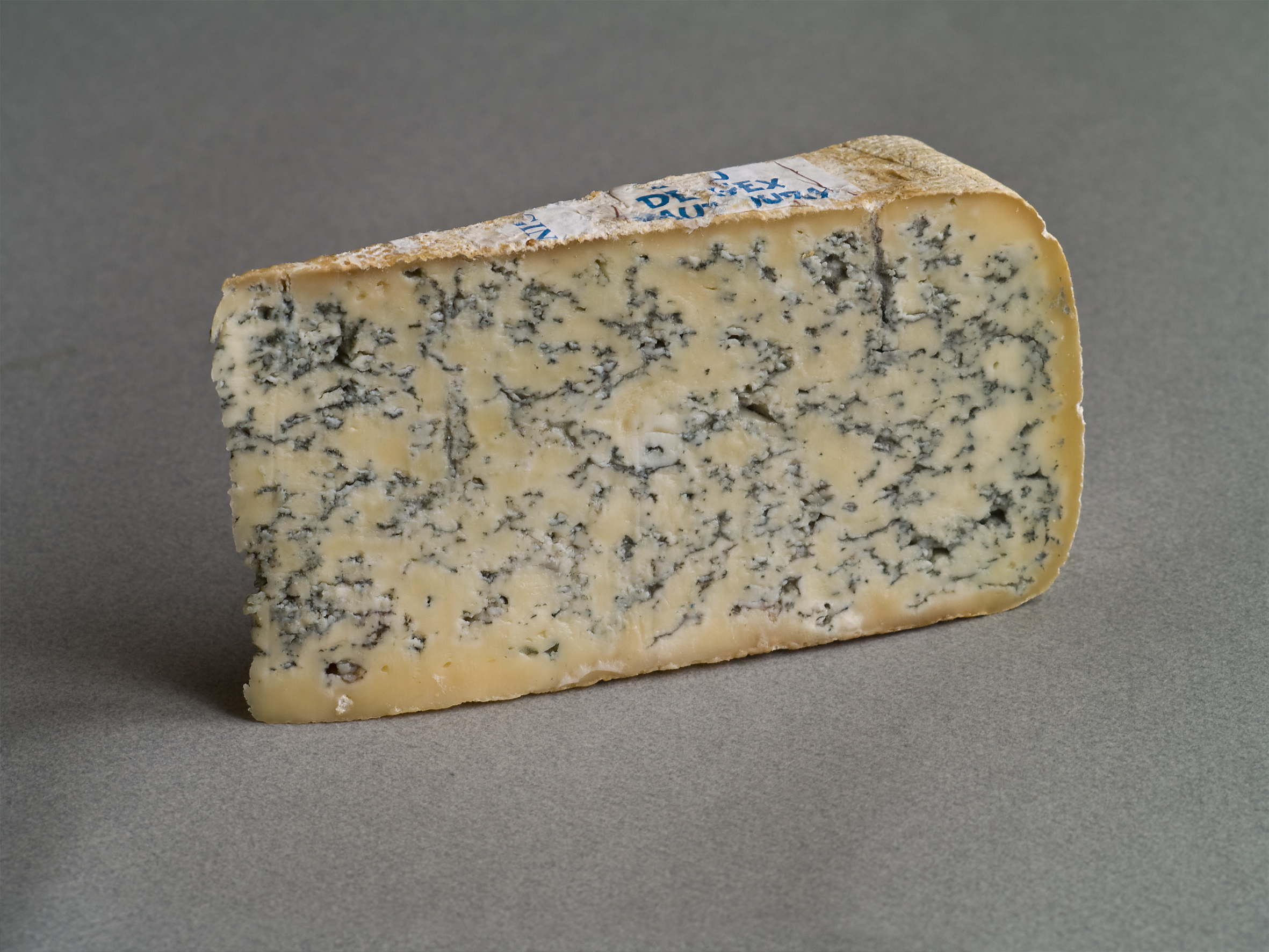
Le Bleu de Gex.
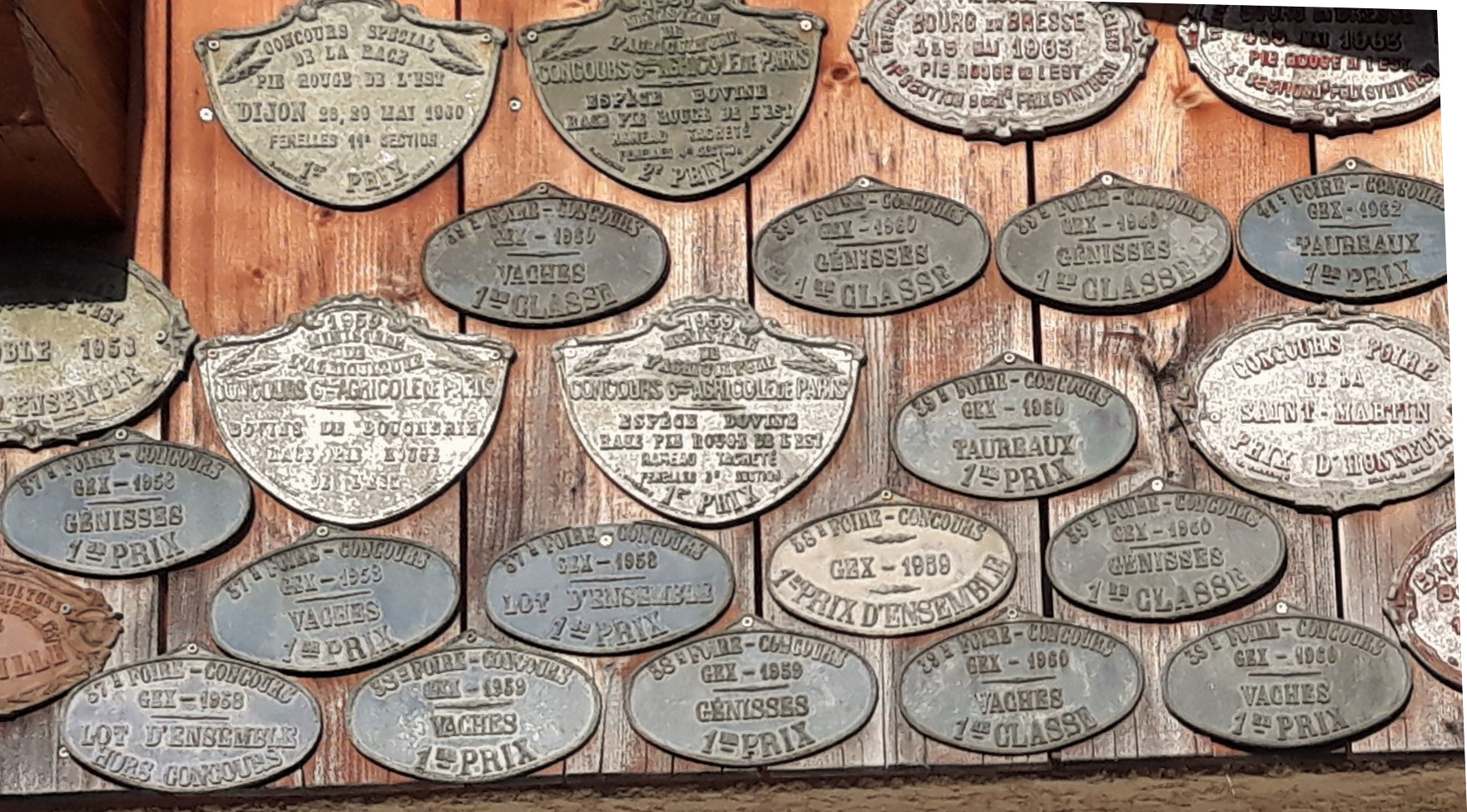
L'élevage a été une activité importante. Trophées de concours de bétail des années 50.
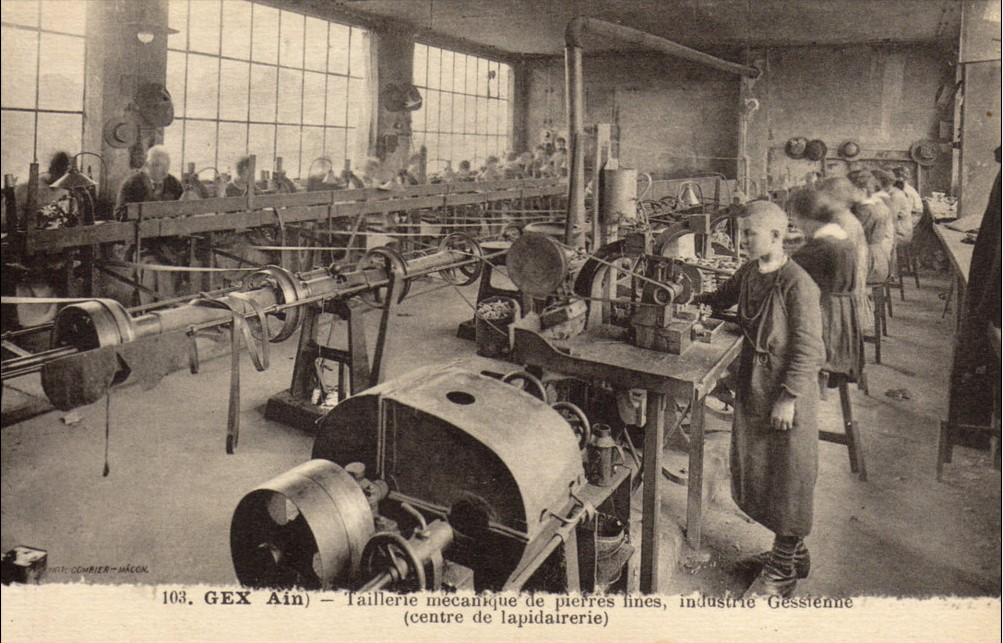
Atelier de taillage de pierres à Gex vers 1900.

### Dans le passé
- Carrière de sable et gravier aux sites de Meribel et Grand Chauvilly[56].
- Élevage
- Tanneries
- Taille de pierres fines

## Culture locale et patrimoine

### Édifices religieux
- L'église Saint-Pierre, rue Charles-Harent.
- L'église de Jésus-Christ des saints des derniers jours (mormons), rue des Vertes-Campagnes.
- L'église évangélique Le Réveil, avenue des Alpes.
- La chapelle Sainte-Trinité, rue de la Fontaine.

### Lieux et monuments
- Une fontaine du XVIIIe siècle dite des Quatre Goulettes inscrite au titre des monuments historiques depuis 1929[57].
- Un lavoir du XVIIe siècle inscrit au titre des monuments historiques depuis 1929[58].
- Hôtel de ville de 1869.
- Ruines du château médiéval de Florimont cité en 1310 possession des sires de Gex[59].
- De l'ancien château médiéval des sires de Gex, il ne subsiste que l’emplacement et quelques vestiges exhumés des fondations de la porte d’entrée[60]. Les débris du château des sires de Gex, vassaux des comtes de Genève, cités depuis le début du XIIe siècle sont situés à 650 m d'altitude au point culminant du vieux bourg anciennement fortifié ; il ne subsiste que quelques remparts. En 1188 la première famille est remplacée par une branche cadette des comtes. Le château cité en 1210 est démantelé en 1601 par le roi de France[61].
- Fontaine Napoléon.

Sites de Gex
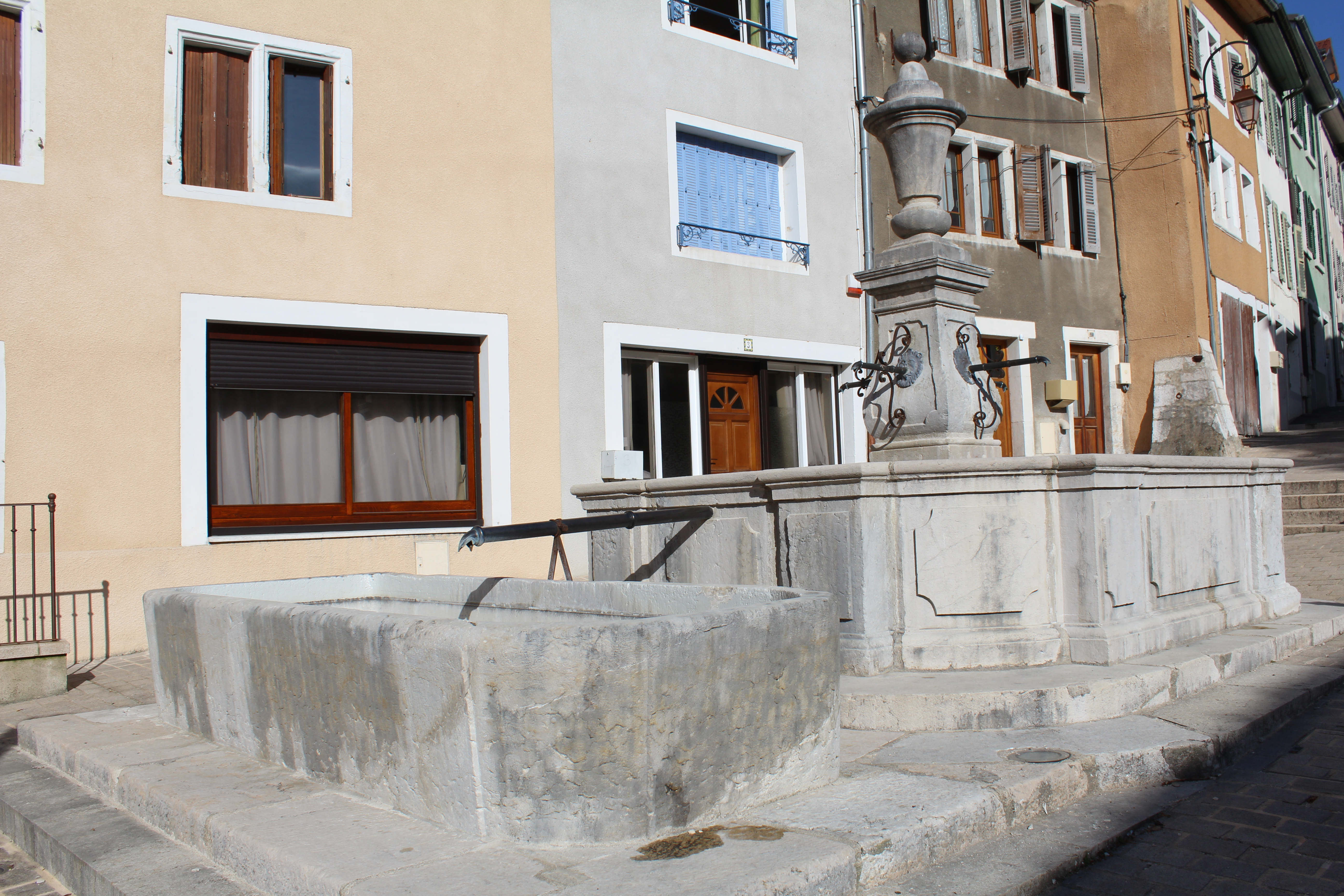
La fontaine du XVIIIe siècle.
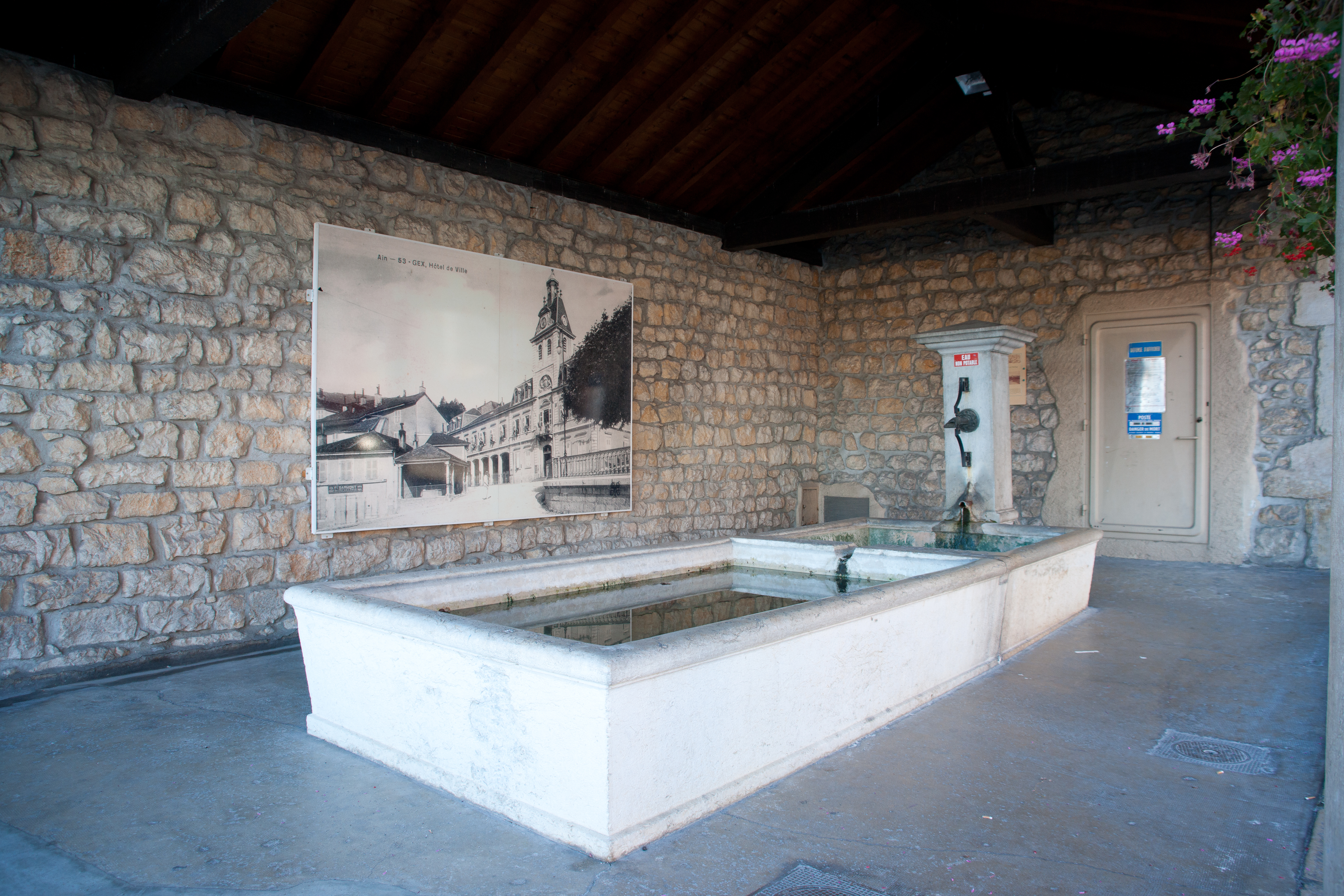
Le lavoir.
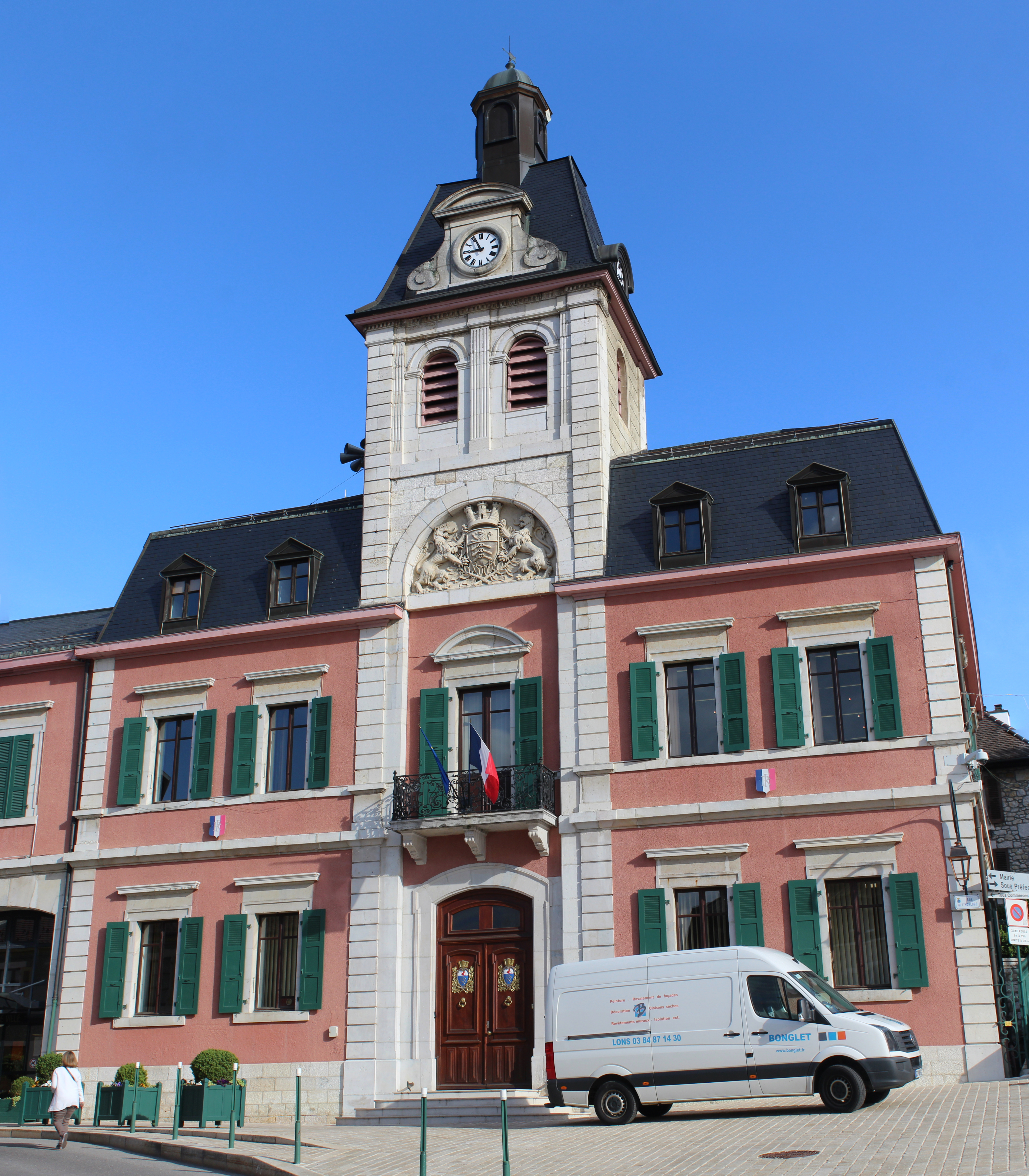
L'hôtel de ville.
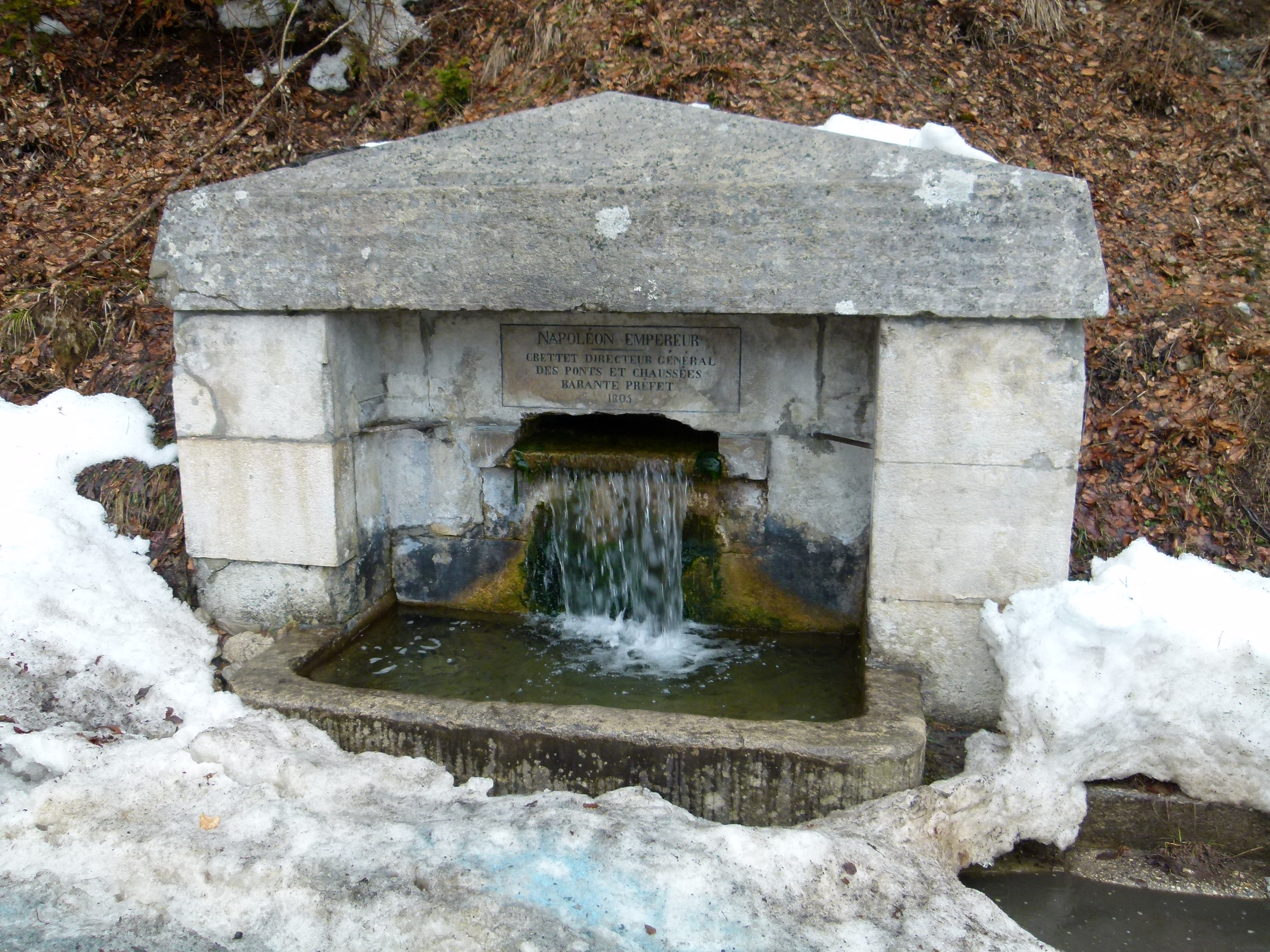
La fontaine Napoléon au col de la Faucille.
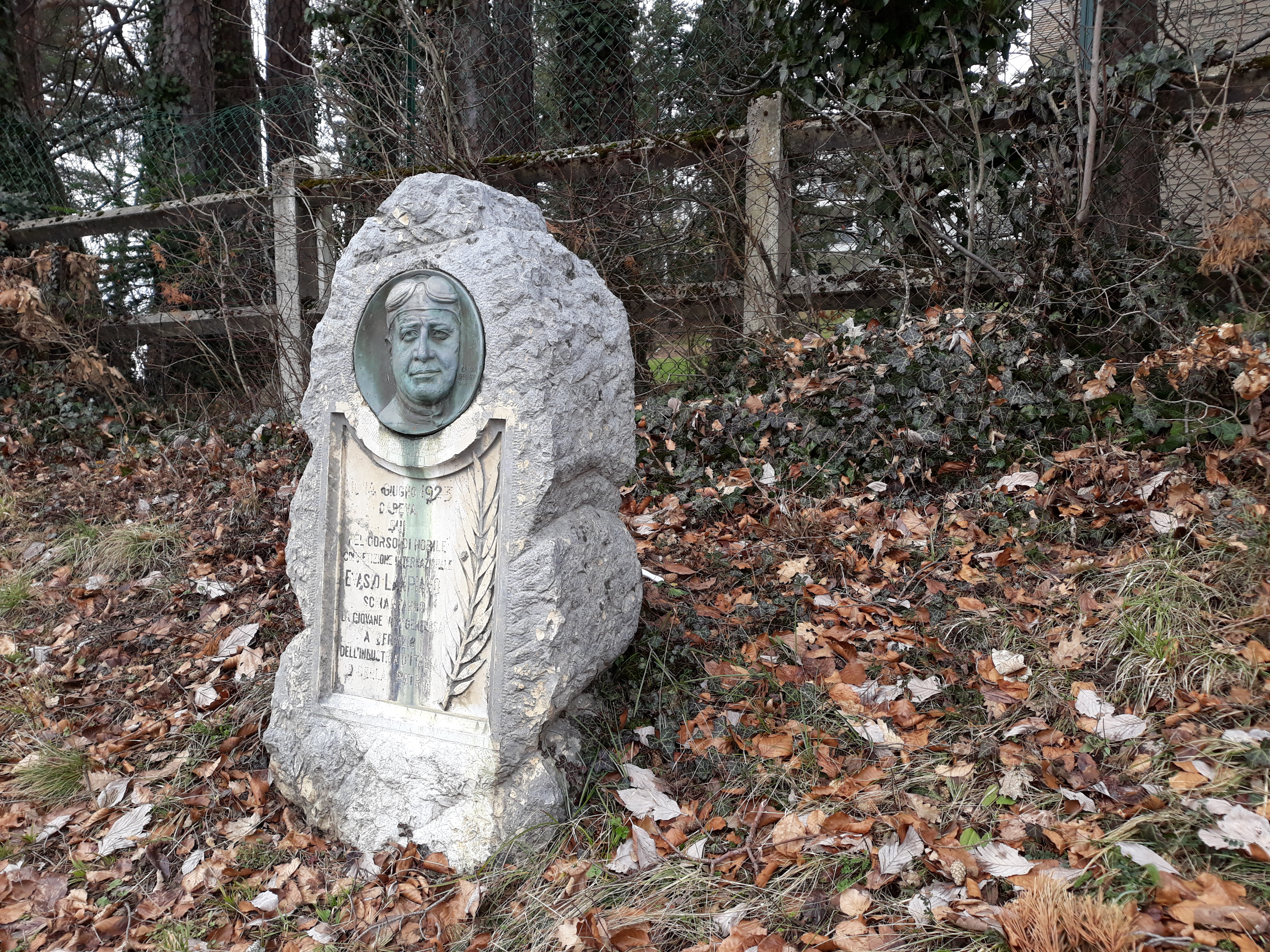
Cénotaphe Evasio Lampiano.
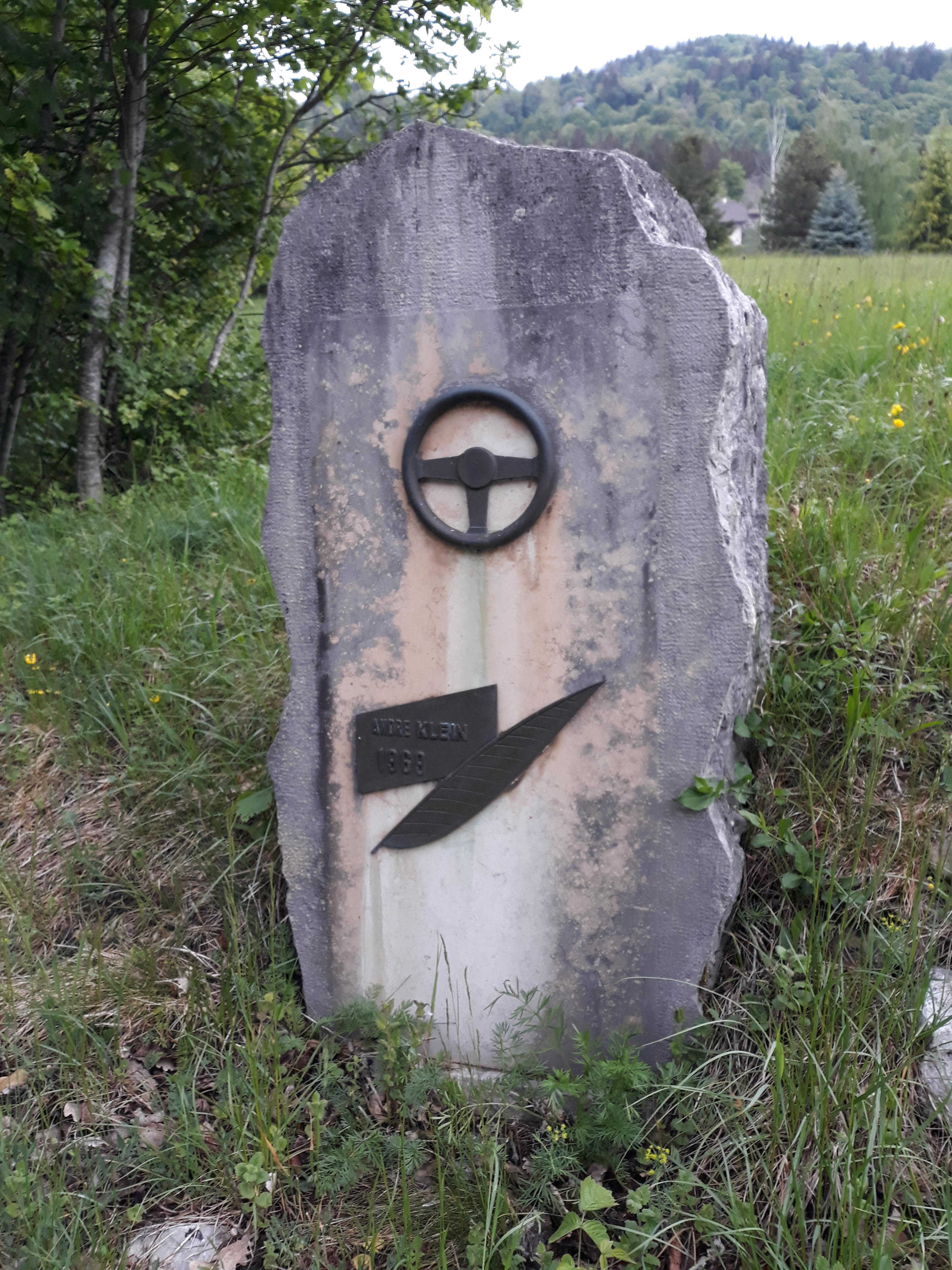
André Klein, coureur automobile.
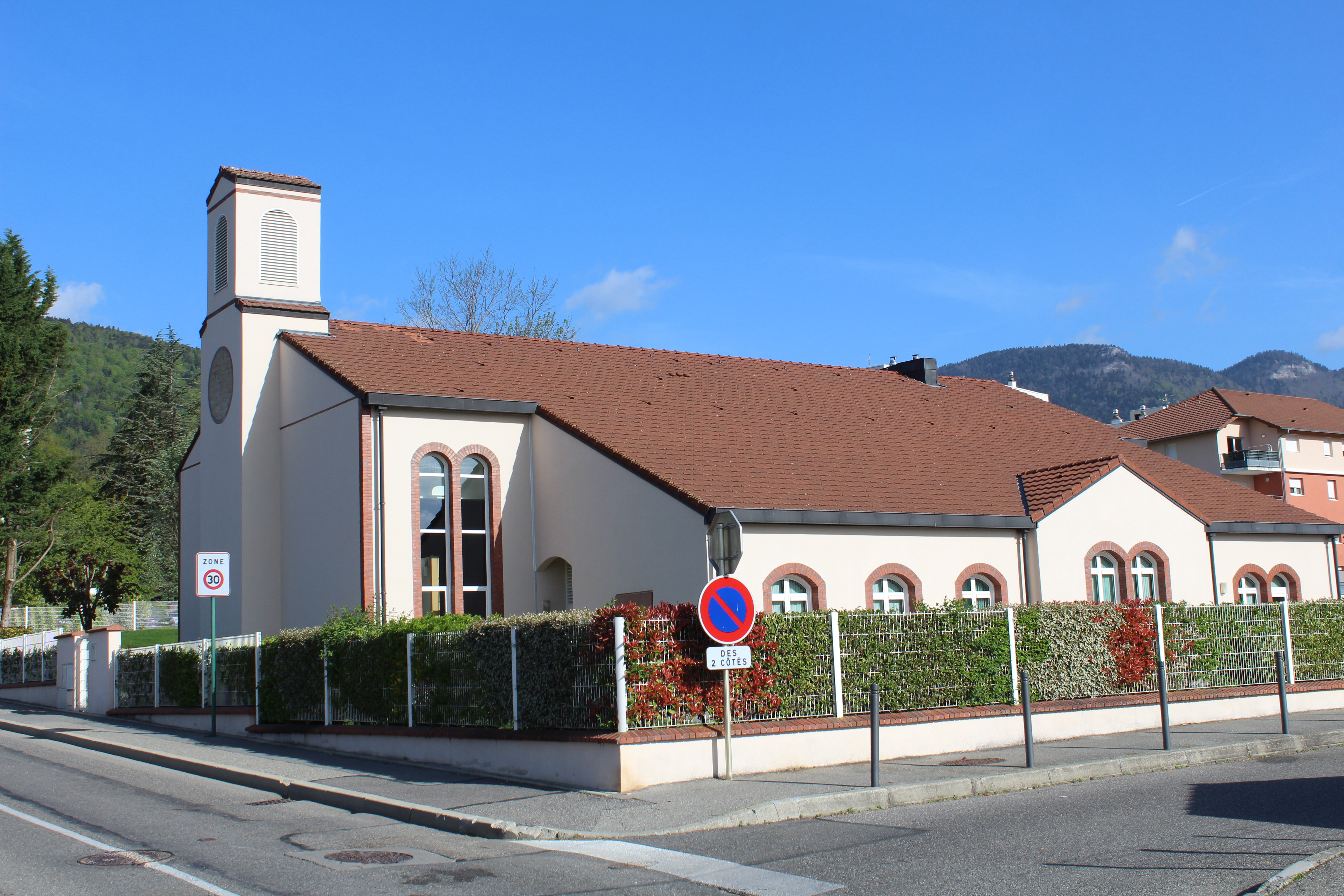
Église mormone.

### Patrimoine culturel
- Le musée des sapeurs pompiers.

Il existe deux spécialités locales :
- le bleu de Gex, fromage au lait cru à base de lait de vache et à pâte persillée ;
- la papette, tarte confectionnée à partir d'une pâte briochée garnie d'une crème pâtissière cuite avec la pâte.

### Patrimoine naturel
- Le col de la Faucille (site classé).
- La forêt communale compte 1770 ha et se répartit en quatre massifs :
  - la forêt de Disse,
  - le massif du Turet,
  - le Creux de l’Envers,
  - le Montchanais.
- Sites du Pailly et du Montrond (tous deux inscrits), table d'orientation.
- Parc naturel régional du Haut-Jura.
- Le parc des Cèdres, en ville, est un ensemble d'arbres adultes.

### Espaces verts et fleurissement
En 2014, la commune obtient le niveau « deux fleurs » au concours des villes et villages fleuris.

### Personnalités liées à la commune
(par ordre chronologique de naissance)
- François Tabazan (1534-1624) bourreau genevois originaire de Gex. Une rue de la vieille ville de Genève porte son patronyme pour honorer la lignée ayant assumé cette fonction de justice.
- Raymond Gay, au XVIIe siècle, vraisemblablement natif de Gex, notaire, procureur au bailliage de Gex.
- Louis Gaspard Fabry (1720-1791), subdélégué de l’intendant de Bourgogne sous l’Ancien Régime, puis premier syndic du tiers état, chevalier de Saint-Michel et enfin maire de Gex, jusqu'en 1780 où lui succède son gendre Jean-Louis Girod. À un visiteur, Voltaire le décrit comme s’étant illustré « dans l’art de… » puis il allongea les doigts pour les recourber plusieurs fois.
- Joseph Marie Balleidier, né le 23 décembre 1727 à Cruseilles, mort le 13 octobre 1794 à Gex, homme d'affaires de Voltaire, procureur au bailliage de Gex, procureur d'office de la seigneurie de Ferney.
- Jacques-André Émery (Gex 1732 - Issy-les-Moulineaux, Hauts-de-Seine 1811) : prêtre, supérieur de la Compagnie des prêtres de Saint-Sulpice (1782) ; pendant la Révolution, il prit la tête des prêtres réfractaires, puis défendit les droits du pape contre Napoléon Ier.
- Jean Étienne Philibert de Prez de Crassier (Divonne-les-Bains 1733 - Ornex 1803) : militaire, il fut élu député de la noblesse du bailliage de Gex à l'Assemblée constituante de 1789 avant d'être l'un des généraux ayant contribué à la victoire de Valmy en 1792.
- Étienne Vincent Sédillot de Fontaine (1737 - inconnue), maréchal de camp de la Révolution française né à Gex.
- Jean-Louis Girod de l'Ain [Jean-Louis Girod] (Cessy, Ain 1753 - Versoix, Suisse 1839) : magistrat et homme politique ; fut, entre autres, juge au bailliage de Gex, maire de Gex (1780-1791) et député de l'Ain (1796).
- Camille Vincent Balleidier, fils de Joseph Marie Balleidier précité, né le 7 octobre 1766 à Gex, procureur du Roi à Nantua, président du tribunal civil de Nantua.
- Amédée Girod de l'Ain (1781-1847), homme politique, député d'Indre-et-Loire (Chinon), préfet de police de Paris.
- Félix Girod de l'Ain (1789-1874), général et homme politique né à Gex, député de l'Ain.
- Édouard Girod de l'Ain (1819-1906), homme politique né à Gex, député de l'Ain.
- Louis Munier (1821-1896), homme politique né à Gex, sénateur du Rhône de 1882 à 1896, maire de Beausemblant.
- Louis Castellaz (Gex, 1884 - Paris, 1967), natif du hameau de Tougin, syndicaliste communiste puis militant socialiste, devenu en 1942 premier vice-président du Conseil municipal de Paris.
- Evasio Lampiano (Turin 1888 - Gex 1923) Coureur automobile décédé accidentellement à Gex lors de la Course de côte de la Faucille. Un cénotaphe érigé rue de Paris (RN 05) honore sa mémoire. 46° 20′ 21″ N, 6° 03′ 28″ E
- Klaus Barbie (1913-1991), chef du Sipo-SD à Gex de  mai 1942 à novembre 1942[63],[64].
- Francis Blanchard (Paris 1916 - Morges, Suisse 2009), directeur général du BIT (Organisation internationale du travail) de 1974 à 1989, demeurait à Gex, dont il fut élu maire-adjoint en 1995 et où il a été inhumé ; une avenue de la ville porte son nom.
- Georges Charpak (Dabrowica, Pologne 1924 - Paris 2010), prix Nobel de physique 1992, a vécu 14 ans à Gex, de la fin des années 1970 au début des années 1990, alors qu'il menait ses travaux au CERN (Organisation européenne pour la recherche nucléaire) ; une rue, une place et le collège de la ville portent son nom.
- André Klein (x - 1969) Pilote automobile décédé le 7 septembre 1969 sur le Circuit de la Faucille. Cénotaphe sur la RN05. 46° 16′ 20″ N, 6° 06′ 03″ E

### Héraldique, logotype et devise
| Armes de Gex | La commune de Gex porte des armes officielles D'azur à trois morailles d'or, liées d'argent l'une sur l'autre, au chef de même, chargé d'un lion issant de gueules, surmontées de la couronne de baron. Ces armoiries étaient initialement celles de la famille de Joinville, originaire de Champagne, apportées par Simon de Joinville devenu seigneur de Gex vers 1250 en épousant Lionette de Gex. Les armes originelles de Gex, qui ont coexisté avec celles des Joinville jusqu'au milieu du XIXe siècle étaient : Coupé d'argent et de gueules à un geai naturel couronné d'une couronne de côté d'or. Le geai figurait par homonymie avec le nom de la commune qui s'écrivait geai à l'époque. Certains historiens font enfin état d'un troisième blason à deux bars adossés des anciens sires de Gex. |